# ヒサ絵
ヒサ絵（ひさえ、3月6日 - ）は日本のシンガーソングライター。大阪府出身、血液型はB型。使用ギターはタカミネ。

## 来歴
- 2009年
  - 7月、インディーズデビュー。様々な式典やイベント、ライブ出演を重ねる。
- 2011年
  - 3月、フジテレビで放送されたドラマ『余命3ヶ月を、生きる』で『愛の物音』が劇中歌で使われる。
  - 9月、芸創めちゃプロ大阪インディーズセレクションコンテストに出演し入賞する。
- 2014年
  - 8月、MUSICLAPPER!IN OSAKA STATION CITYにて月間チャンピオンに選ばれる。
- 2015年
  - 8月、ウェスティン京都でヤナセ京都 お客様感謝の日 ビルボードスペシャルライブに選ばれ洋楽を歌う。
  - 11月、フリーライブで警察署の方にオファーを頂き犯罪被害者の支援のためのチャリティーコンサート 「ぬくもりin生駒」3年連続で出演。
  - 12月、大正区Tｰ1LIVEグランプリ2015で優勝し、第7代大正区音楽振興大使に任命される。[1]
- 2016年
  - 2月、南紀串本リゾート大島にて『夜空の指揮者バスツアー』開催[2]
- 2017年
  - 12月、香芝警察署の一日署長を務める。[3]
- 2020年
  - 2月、公式YouTubeチャンネル開設。
- 2022年
  - 3月、サポートギタリストのキタオヒ◇ユキ(andRE)とのユニット23℃喫茶を結成
- 2025年
  - ５月2日、セントラル・リーグ公式戦　広島東洋カープ対中日ドラゴンズ第６回戦マツダスタジアムにて国歌斉唱を行う[4]

## 主なLIVE
| 日時           | タイトル                                                                      | 会場                | 備考                                   |
| -------------- | ----------------------------------------------------------------------------- | ------------------- | -------------------------------------- |
| 2009年4月23日  | Songs                                                                         | Mother Popcorn      | ゲスト 槌谷知佳                        |
| 2009年6月30日  | SongsⅡ                                                                        | Mother Popcorn      | ファーストアルバム【恋慕】レコ発       |
| 2010年3月3日   | ヒサ祭り                                                                      | RAW TRACKS          | 想ワレ、川名玲良とのスリーマン         |
| 2010年8月10日  | 華ヒサ祭り～ヒサ絵づくし～                                                    | RAW TRACKS          |                                        |
| 2011年5月28日  | ヒサ祭り2011                                                                  | WAZZ                |                                        |
| 2012年2月26日  | レコ発ワンマン                                                                | SILKY HALL          |                                        |
| 2012年12月24日 | クリスマスイブなんて関係ねえ！                                                | LIVEHOUSE D'        |                                        |
| 2013年7月7日   | ヒサロックレボリューション                                                    | LIVEHOUSE D'        |                                        |
| 2013年10月27日 | 『祈り』レコ発ワンマンライブ                                                  | Blue Door           |                                        |
| 2014年9月14日  | ヒサ絵秋のアコースティックワンマンライブ                                      | LIVEHOUSE D'        | ゲスト 美元智衣                        |
| 2015年6月28日  | ～ヒサ絵と長杉髭男君と鼻筋すじ男君。～                                        | D’STYLE             | ゲスト しほり (シンガーソングライター) |
| 2016年11月13日 | 祝！ヒサ絵 名古屋初ワンマンライブおこしやす～！                               | HeartLand STUDIO    |                                        |
| 2017年2月26日  | 人魚姫の歌 - マリンフィッシュ伝説ｰ                                            | BillboardLive OSAKA |                                        |
| 2018年3月25日  | ヒサ絵バースデーアコースティックワンマンライブ ～㊗やっと中華屋を飛び越えて～ | YOKOHAMA O-SITE     |                                        |
| 2019年3月10日  | ヒサ祭り2019！！ ～名古屋で盛大バースデー神×神の失神でSHOW～                  | スペードボックス    |                                        |
| 2019年9月1日   | ヒサ絵10周年記念ワンマンコンサート ～銀座の鯉の物語～                         | ヤマハホール        |                                        |
| 2019年12月10日 | 東名阪レコ発ツアー初日公演大阪編 『忘れてもいいよ～皆様どうもありがとう💛～』 | 梅田バナナホール    | ゲスト 広沢タダシ                      |
| 2021年3月6日   | ヒサ祭り2020！！ ～お陰様でヒサ絵創業11周年感謝祭～                           | スペードボックス    | 2020年7月19日開催予定の延期公演        |
| 2021年11月3日  | ヒサ絵 12周年記念 ONE-MAN LIVE                                                | Yokohama mint hall  |                                        |
| 2022年3月6日   | ヒサ祭り2022 ～ダビデの目線の先には自分がいる～                               | 京橋ベロニカ        |                                        |
| 2023年11月12日 | ヒサ絵 ONE-MAN LIVE 2023 『立冬の候』                                         | Yokohama mint hall  | ゲスト 原田真二                        |
| 2023年12月24日 | Hisae 14th anniversary ヒサンタのわすれもの                                   | グランドサロン十三  | ゲスト 西村加奈                        |

## 作品

### アルバム
- 恋慕 - 2009年7月7日発売
- 出愛 - 2012年2月26日発売
- 祈り - 2013年10月27日発売
- 名刺 - 2017年3月3日発売
- 夕焼けグッバイ - 2018年6月30日発売
- 忘れてもいいよ - 2019年12月10日発売
- 金魚の尾びれに青春巻きつけて - 2023年9月10日発売
- 恋患い - 2025年4月26日発売

23℃喫茶名義
- とこしえ喫茶 - 2022年3月26日発売

### ミニアルバム
- DESTROYED - 2014年3月20日発売
- カバンの中は夏の空 - 2017年10月8日発売

### LIVEDVD
- ヒサ絵治療院 - 2016年6月10日発売
- 人魚姫の歌～マリンフィッシュ伝説～＠Billboard Live OSAKA - 2018年9月15日発売
- 銀座の鯉の物語 10th Anniversary One Man Concert　＠銀座YAMAHA HALL - 2020年10月30日発売
- 23℃喫茶結成1周年記念～最強祭りノンファンデーション2023　＠横浜ミントホール - 2023年12月24日発売